# Río Regallo
El río Regallo es un afluente del río Ebro por su margen derecha. Nace en el municipio de Andorra un poco al sur del pueblo y desemboca en el Ebro en el pueblo de Chiprana, en la cola del embalse de Mequinenza.

## Geomorfología
Drena un área mal jerarquizada hidrográficamente entre los ríos Martín y Guadalope.

## Aprovechamiento
La ribera del Regallo tuvo una agricultura de regadío en el periodo ibérico con los sedetanos. Su ribera se riega hoy en día en Valmuel y Puigmoreno con aguas del río Guadalope embalsadas en la represa de Alcañiz. Destaca la producción de melocotón, que entra en la denominación de origen melocotón de Calanda.

## Toponimia
El hidrónimo regallo muestra raíz aragonesa como muestran palabras de similar terminación todavía empleadas en los alrededores (berballo, colgallo, chirigallo) pese a ser la zona castellanohablante desde el siglo XV.